# Daniel Hoyos Restrepo
Daniel Hoyos Restrepo est un joueur international colombien de rink hockey. Il évolue, en 2015, au sein du Caldas.

## Palmarès
En 2015, il participe au championnat du monde de rink hockey en France.